# Eutatini
Los eutatinos (Eutatini) pertenecen a una tribu de mamíferos cingulados, ubicada en la subfamilia de los eufractinos, correspondiente a su vez a la familia de los clamifóridos. Se ha constatado su presencia en el registro fósil en depósitos del Eoceno tardío hasta los del Holoceno temprano, en el centro-sur y sur de Sudamérica. No ha sobrevivido ningún representante hasta nuestros días.

## Taxonomía
Descripción original
Esta tribu fue descrita originalmente en el año 1933 por el paleontólogo Alejandro Federico Bordas. Su género tipo es Eutatus, el cual había sido descrito en el año 1867 por el paleontólogo y entomólogo francés François Louis Paul Gervais.

## Caracterización
La tribu Eutatini se caracteriza por presentar grandes agujeros pilíferos y por la ausencia de un bien definido escudo escapular del caparazón. Desarrollaron un abundante pelaje, probablemente como una adaptación a climas fríos.
Eran desde un tamaño pequeño, como Stenotatus, hasta un tamaño grande, si se los compara con los géneros de armadillos actuales, llegando Eutatus al volumen de la mayor especie viviente, el tatú-carreta (Priodontes maximus).

## Distribución, biocrón y relaciones evolutivas
Esta es una de las tribus mejor representadas en las unidades estratigráficas del Cenozoico del extremo sur de América del Sur. Sus representantes son muy frecuentes en estratos de la Argentina; en menor medida también se han recuperado en Uruguay, Chile y Bolivia. Curiosamente, la tribu aún no ha sido registrada en el sur de Brasil.
Los eutatinos alcanzaron por el sur la parte austral de la provincia argentina de Santa Cruz.
Se registran desde la SALMA Casamayorense («subedad Barranquense», Eoceno tardío) hasta la SALMA Platense (Holoceno temprano). Eutatus fue el último género de la tribu en extinguirse, llegando incluso a sobrevivir a la extinción general de la megafauna pampeana, sucumbiendo finalmente por la acción predatoria de las primeras etnias humanas que habitaron en la región.
En la localidad fosilífera de Gran Barranca Sur, cerca del lago Colhué Huapi (centro-sur del Chubut, Argentina), la diversidad y abundancia de Eutatini muestra un notable aumento, respecto a la colectada de los estratos del Tinguiririquense.
Eutatus tiene la mayor distribución geográfica, también es el género más frecuente, seguido por Chasicotatus. De esta tribu, en Uruguay fueron registrados los géneros Eutatus, Doellotatus y  Ringueletia.

## Subdivisión
Esta tribu se compone de varios géneros, si bien la validez de algunos debe ser corroborada mediante análisis más profundos o materiales más completos, lo que trasladaría a determinadas unidades genéricas a la sinonimia de otras:
- Barrancatatus Carlini, Ciancio, & Scillato-Yané, 2010[20]
- Chasicotatus Scillato-Yané, 1979 (Chasiquense-Huayqueriense)[21]
- Doellotatus Bordas, 1932 (Huayqueriense-Marplatense, «subedad Vorohuensense»)[22]
- Eutatus Gervais, 1867 (Chapadmalalense-Platense)[2]
- Meteutatus Ameghino, 1902[23]
- Paraeutatus Scott, 1903[24]
- Proeutatus Ameghino, 1891[15]
- Ringueletia Reig, 1958 (Huayqueriense-Marplatense, «subedad Barrancalobense»)[25]
- Stenotatus Ameghino, 1891.[14]